# Contea di Muchuan
La contea di Muchuan (沐川县S, Mùchuān XiànP) è una contea della Cina, situata nella provincia di Sichuan e amministrata dalla prefettura di Leshan.